# Felix Schwalbe
Felix Schwalbe (Kleinprießligk, 25 marzo 1892 – Bielefeld, 12 giugno 1974) è stato un generale tedesco della Wehrmacht durante la seconda guerra mondiale.
Ufficiale durante la prima guerra mondiale, Schwalbe nel secondo conflitto mondiale ottenne la guida della 344ª divisione di fanteria prima e della 719ª poi. In seguito fu nominato comandante del LXVII e del LXXXVIII corpo d'armata.